# SFGate
SFGate es un sitio web de noticias con sede en San Francisco, Estados Unidos, que cubre noticias, cultura, viajes, comida, política y deportes en el Área de la Bahía de San Francisco, California y Hawái. El sitio, propiedad de Hearst Newspapers, alcanza aproximadamente de 25 a 30 millones de lectores únicos al mes, lo que lo convierte en el segundo sitio de noticias más popular de California, después de Los Angeles Times.
Lanzado en 1994 como The Gate, y rebautizado como SFGate en 1998, el sitio sirvió como el sitio web del San Francisco Chronicle hasta 2017. SFGate y el San Francisco Chronicle se dividieron en dos salas de redacción separadas en 2019, con personal editorial independiente. La sala de redacción de SFGate consta de alrededor de 40 empleados, incluidos Drew Magary y Rod Benson. Grant Marek se ha desempeñado como editor en jefe desde 2019.

## Premios y reconocimientos
En 2012, SFGate ganó el Premio Pulitzer por las caricaturas de Mark Fiore, lo que marca la primera vez que el premio se otorga a un trabajo que no aparece impreso.
En 2021, el sitio ganó 10 premios del Club de Prensa de San Francisco por historias que incluyen una mirada al futuro de la Gran Autopista de San Francisco y un perfil sobre los miembros de la Tribu Paiute que salvaron su patria ancestral de los incendios forestales.